# Popgruevo
Popgruevo (bulgariska: Попгруево) är ett distrikt i Bulgarien.   Det ligger i kommunen obsjtina Tervel och regionen Dobritj, i den nordöstra delen av landet, 400 km öster om huvudstaden Sofia.
Trakten runt Popgruevo består till största delen av jordbruksmark. Runt Popgruevo är det ganska tätbefolkat, med 78 invånare per kvadratkilometer.